# سفيتلانا كوزنتسوفا (دراجة)
سفيتلانا كوزنتسوفا (بالروسية: Кузнецова, Светлана)‏ هي دراجة روسية، ولدت في 15 يوليو 1995.

## وصلات خارجية
- سفيتلانا كوزنتسوفا على موقع الاتحاد الدولي للدراجات (الإنجليزية)
- سفيتلانا كوزنتسوفا على موقع أرشيف الدراجات (الإنجليزية)
- سفيتلانا كوزنتسوفا على موقع إحصائيات الدراجات الإحترافية (الإنجليزية)
- سفيتلانا كوزنتسوفا على موقع نسبة الدراجات (الإنجليزية)
- سفيتلانا كوزنتسوفا على موقع CycleBase (الإنجليزية)